# توماس ایان نیکلاس
 توماس ایان نیکلاس (انگلیسی: Thomas Ian Nicholas؛ زاده ۱۰ ژوئیهٔ ۱۹۸۰) یک هنرپیشه اهل ایالات متحده آمریکا است. وی از سال ۱۹۸۷ میلادی تاکنون مشغول فعالیت بوده‌است.
از فیلم‌ها یا برنامه‌های تلویزیونی که وی در آن نقش داشته است می‌توان به پای آمریکایی، کلوچه آمریکایی۲، عروسی آمریکایی، تپانچه ۱۰ سنت، اجازه دهید بازی شروع شود و ربودن سیناترا اشاره کرد.